# Aleksandrovskij rajon (Oblast' di Tomsk)
L'Aleksandrovskij rajon (in russo Александровский район?) è un rajon dell'Oblast' di Tomsk, nella Russia asiatica; il capoluogo è Aleksandrovskoe. Istituito nel 1923, ricopre una superficie di 29 900 chilometri quadrati.